# Perioada marilor descoperiri
Marile descoperiri geografice din secolele XV-XVI realizate de Europa occidentală au constituit o etapă decisivă în formarea unei imagini reale asupra globului pământesc și au avut consecințe complexe, care au exercitat o profundă înrâurire asupra evoluției omenirii în ansamblul său. Până în epoca marilor descoperiri geografice, cunoștințele asupra globului pământesc erau zonale și incomplete și se formau datorită unor explorări realizate independent unele de altele, în diferite regiuni ale lumii. Europenii cunoșteau foarte bine Orientul Apropiat și nordul Africii și aveau cunoștințe vagi despre restul Asiei și Africii. Navigația în nordul Oceanului Atlantic, până în Islanda și Groenlanda, inclusiv descoperirea fără urmări a țărmului nord-estic al Americii de Nord, era practicată în secolele X-XV aproape numai de popoarele scandinave.

Planisfera Cantino

Lărgirea contactelor dintre occident și orient ca urmare a cruciadelor, ca și încercările de a găsi noi drumuri pentru comerțul apusean cu Asia și cu Orientul Îndepărtat și a stabili relații cu mongolii, în vederea luptei împotriva musulmanilor, au stat la baza desfășurării unor călătorii ale europenilor în Asia între secolele XIII-XV, ca acelea realizate până la reședința marelui han de la Karakorum de Giovanni da Pian del Carpine, Willem van Ruysbroeck, în China de către Marco Polo (1271-1291) sau în India de negustorul rus Afanasi Nichitin. 
Călătoriile făcute de europeni în Asia și descrierile lăsate de ei, precum relatările lui Marco Polo, au jucat un rol important în cunoașterea Asiei de către europeni. Călătoriile erau efectuate pe drumuri de uscat, extrem de lungi, periculoase și nesigure, nu ofereau perspective încurajatoare și de aceea nu au constituit o bază de plecare pentru marile descoperiri geografice, care în secolele XV-XVI au fost cu precădere maritime și au avut alte obiective și alte direcții.

## America precolumbiană
Civilizația Americii precolumbiene a dăinuit multă vreme separată de influențele „Lumii vechi”. A fost colonizată de vânători-culegători din Asia, prin Alaska, în urmă cu 15.000 de ani. Aceștia s-au împrăștiat rapid pe teritoriul celor două Americi.
Cele două Americi cuprindeau o diversitate lingvistică. Între 6000-2000 î.Hr., pe teritoriul actual al Mexicului au început să fie cultivate plante ca porumb, cartofi, fasole, tomate și dovleac, acestea fiind plante mai productive decât cerealele din Europa. Acest fapt a dus la un spor demografic, creându-se civilizații agricole dense.
America precolumbiană cuprindea triburi de vânători-culegători, dar și civilizații agricole dense în Mexic (mayași, azteci), regiunea Anzilor (incași) și pe Valea Mississipi (Calbokia). Nu existau animale domestice. Nu era practicată metalurgia bronzului sau a fierului, societățile aflându-se încă în stadiul eneoliticului. Roata, de asemenea, nu fusese inventată.
Mayașii și aztecii utilizau ideogramele ca sistem de scriere.

## Context
Europenii au desfășurat expediții maritime și terestre de explorare, ceea ce a dus la stabilirea unor contacte durabile și substanțiale între ariile de civilizație anterior-separate.
Pe lângă diverse țări care nu erau dezvoltate suficient să desfășoare expediții, civilizația islamică era centrată în lumea veche și avea contacte cu China, India, Africa neagră și Europa, deci nu simțea nevoia de căutare de noi drumuri. În 1405-1433, China inițiază șapte expediții comandate de "proscrisul" Zheng He în Champa, Indonezia, India, Insula Ormuz, Marea Roșie (Aden), Golful Africii (Mogadishu, Malindi).
Expedițiile s-au desfășurat ca acțiuni imperiale, fără implicarea negustorilor, lipsite de un sprijin social suficient. Zheng He era sprijinit de împăratul Yongle, dar dublu marginalizat pentru ca era eunuc și musulman, iar mandarinii confucianiști erau împotriva expediției conduse de el. Costurile mari și deficitul structural în operare când pericolele au sporit la granița de nord-vest a Chinei au dus la abandonarea expedițiilor maritime. China era dezavantajată de unitatea politică, pe când Europa a avut de câștigat de pe urma dezbinării/diviziunii.
Nu toți europenii s-au implicat în cruciada anti-otomană, portughezii preocupându-se de expediții maritime, asta în timp ce China era la ordinea împăratului.
În ceea ce privește explorările maritime în Oceanul Atlantic, expediția genoveză a fraților Ugolino și Vadino Vivaldi, organizată în 1291, care voiau să ajungă spre părțile Indiei traversând oceanul, corăbiile au naufragiat. În schimb, navigatorii genovezi și portughezi aflați în slujba Portugaliei, au descoperit arhipelagurile Canare, Madeira, Azore, din largul coastelor de vest ale Africii. Colonizate de portughezi și de către spanioli, ele au servit ca baze nautice și etape ale navelor iberice care navigau în Oceanul Atlantic, contribuind la explorarea coastelor de vest ale Africii de către portughezi. 
Arabii aveau cunoștințe geografice mai întinse, în afară de Orientul Apropiat, Africa Tropicală, Asia Centrală și sud-estică orientală și Asia sud-estică. Indienii și chinezii cunoșteau Asia și Africa orientală. Europenii, arabii și popoarele sud-asiatice aveau cunoștințe zonale, incomplete și insuficient legate între ele care nu ofereau o imagine de ansamblu și reală asupra globului pământesc.
Progresul economic din Europa apuseană din sec.XV-XVI s-a manifestat prin creșterea producției meșteșugărești și manufacturiere, intensificarea comerțului, circulației bănești și a activității bancare, a asigurat baza materială necesară expedițiilor și efectuării schimburilor comerciale de peste mări și totodată a impulsionat căutarea unor noi domenii de activitate economică în afara Europei. Până în epoca marilor descoperiri geografice, Europa era tributară Orientului pentru mărfuri răsăritene: mirodenii, mătase, bumbac, păr de cămilă, podoabe, pietre scumpe etc. - care proveneau din ținuturi îndepărtate - Indonezia, China, India, Orientul Apropiat, Africa. Cheltuielile și riscurile transportului pe uscat și pe mare, șirul de negustori care efectuau tranzitul și își rețineau câștigurile mari, taxele vamale percepute care făceau că vânzările în Europa ale acestor mărfuri să fie de zeci de ori mai mari decât prețurile de cumpărare la locul de producție.
În sec. XV, mărirea consumului de mărfuri răsăritene, dezvoltarea comerțului și navigației și ridicarea unei negustorimi active în Occident au împins pe europeni să se preocupe intens de găsirea altor căi spre insulele mirodeniilor pentru a-și instaura supremația asupra comerțului cu produse orientale, aducător de câștiguri enorme. Din sec. XV, intensificarea comerțului și circulației bănești a dus la creșterea nevoii de metale prețioase, la o adevărată sete de aur, oglindită în căutarea febrilă a metalelor prețioase în afara Europei. Expedițiile și cuceririle coloniale ale europenilor au fost stimulate de capturarea și comerțul cu sclavi negri din Africa, de căutarea și colonizarea ținuturilor cu climă caldă, propice pentru cultivarea trestiei de zahăr, a viței de vie sau unor plante colorante sau de vânarea animalelor cu blană scumpă și de comerțul cu blănuri în întinsele teritorii de la răsărit de munții Ural. Declinul feudalismului și destrămarea structurilor sale sociale au făcut ca mulți oameni din toate paturile sociale, chiar și orășeni sărăciți, nobili scăpătați și țărani lipsiți de pământ să fie atrași de expedițiile de cucerire și de colonizare a unor teritorii din Asia, Africa și America. Expedițiile maritime și cuceririle coloniale au fost sprijinite sau organizate de regatele europene apusene, care dispuneau de resurse economice, navale și militare și au inițiat o politică activă de expansiune maritimă colonială și comercială. Statele divizate politic, ca Italia și Germania, au fost repede înlăturate din competiția maritimă și colonială de statele unificate, care dispuneau de resurse superioare.
Au fost aduse îmbunătățiri și inovații în construcția, propulsarea și manevrarea navelor și în orientarea lor pe mare și s-au realizat progrese în domeniul geografiei și cartografiei. Din secolul XV, pentru călătoriile pe Oceanul Atlantic, au fost folosite caravele, construite pentru a înfrunta valurile mari ale oceanului, fiind nave de tonaj mic sau mijlociu (100-150 tone), având pupa înaltă și prova mai joasă și erau înzestrate cu o velatură care le permitea să folosească vântul nu numai din spate, ci și lateral. S-a îmbunătățit manevrarea corăbiilor, prin cârma manevrată de pe punte printr-un sistem de pârghii și de o roată gradată-timonă. Pentru orientare, a fost utilizată busola din sec. XIII. Pentru stabilirea poziției navelor, în sec. XIII-XV s-au îmbunătățit metodele de calculare a latitudinii și a longitudinii, cu ajutorul astrolabului, cunoscut de bizantini și arabi și perfecționat de europeni și al tabelelor de declinație solară. S-au făcut progrese în redarea imaginii geografice a lumii, în ce privește Europa, Orientul Apropiat și Africa de Nord, corect înfățișate în portulanul catalanului Angelino Dulcert în 1339, în atlasul catalan din 1375 sau în harta lui Fra Mauro. Imaginea regiunilor îndepărtate rămânea la fel de deformată. Potrivit hărții din 1474 întocmite de astronomul-geograf florentin Paulo Toscanelli, distanță, în linie directă, de la est spre vest, între Spania și Japonia, era evaluată, datorită faptului că Asia era socotită mult mai întinsă spre est decât este în realitate și a necunoașterii existenței Americii, numai la aproximativ o treime din distanță reală. Au existat însă factori inhibitori, ca dificultățile alimentare, boli de navigație, teamă de necunoscut. Cauzele și condițiile menționate s-au manifestat mai intens într-o interacțiune mai strânsă din sec. XV, ce a determinat trecerea de la etapa pregătitoare a descoperirilor cu arie restrânsă la etapa marilor descoperiri geografice. Obiectivul fundamental al marilor descoperiri geografice a constat în căutarea și descoperirea unei căi maritime care să asigure o legătură directă între Europa apuseană și India, considerată ca principala sursă a produselor orientale. Pentru descoperirea acestor cai, navigatorii s-au îndreptat în patru direcții diferite: spre sud și est, de-a lungul litoralului african-explorările portugheze, spre vestul Oceanului Atlantic - explorările spaniole, spre nord-vest, de-a lungul țărmului nordic al Americii de Nord - explorările engleze, franceze, spre nord-est, de-a lungul țărmului de nord al Asiei - explorările engleze, olandeze, ruse.

## Cauze

### Cauzele economice
Interesul pentru metale prețioase crescuse, creându-se conceptul de „goană după aur”. Europenii considerau că Africa deține vaste resurse de aur, dar nu știau cu exactitate unde, căci musulmanii dețineau acolo monopolul. Marco Polo a întărit ideea că în India sau în China se pot găsi multe bogății.
În 1480 a început goana după mirodenii, produse care se adaugă la alimentele conservate cu sare pentru a le îmbunătăți gustul: piper, cuișoare, ghimbir, scorțișoară, nucșoară, șofran etc., fiindcă acestea creșteau numai în anumite zone geografice. 
Zonele cele mai productive erau India, pe litoralul de sud-vest, pe coasta Malabarului, Insula Ceylon (Sri Lanka) și insulele din Indonezia (Insulele Moluce). Mirodeniile erau importate din antichitate, dar consumul în Europa a crescut după cruciade, când europenii au intrat în contact cu lumea musulmană, învățând sa utilizeze mai des mirodeniile. China era, de asemenea, o piață de desfacere.
Chiar dacă turcii au ocupat Constantinopolul în 1453, care era la întretăierea rutelor comerciale Orient-Europa, aprovizionarea cu mirodenii venea pe trei mari căi:
- Din India, de unde mirodeniile erau transportate prin Marea Roșie, Suez, în Egipt prin Cairo-Alexandria, de unde le preluau negustorii venețieni și le distribuiau la Veneția.
- Tot din India, de unde erau transportate prin Golful Persic, trecând prin Irak, Siria la Beirut, pe unde veneau negustorii venețieni, catalani și francezi, distribuindu-le în marile capitale europene.
- Tot din India, mirodeniile puteau fi transportate la Tabriz-Iran, de unde le preluau negustorii genovezi sau venețieni, ducând mirodeniile fie la Constantinopol, spre Marea Mediterană, fie la Mecca, fie spre Chilia-Cetatea Albă.

75% din mirodenii veneau prin Marea Roșie, 15% veneau prin porturile din Marea Mediterană, iar 10% prin porturile din Marea Nordică.
Turcii otomani nu controlau încă Egiptul, nici sultanatul mamelucilor, ci doar drumul ce ducea spre Marea Neagră prin care comerțul încă se menținea sau chiar se intensificase. Cantitățile importate chiar au crescut. Portughezii nu au organizat expediții pentru că nu erau mirodenii, ci din cauza prețului crescut. Astfel, în 1480 a apărut ideea că trebuie să meargă în India, să preia mirodeniile de la sursă, să încaseze toate profiturile portughezii au intrat în Golful Guineei crezând că, după forma litoralului, vor ajunge în India, dar au trebuit să ocolească toată coasta Africii sud-estice.
Au fost dezvoltate tehnicii de construcție navală, cu corăbii mai robuste cu care se puteau efectua călătorii mai lungi
S-au dezvoltat și perfecționat instrumente de navigație, ajutând la o mai bună orientare pe mare, de exemplu "Oul de Nürnberg" descoperit probabil de Peter Henlein.
Apariția capitalismul timpuriu a stimulat interesele pentru comerțul pe mare, având drept urmare constituirea primelor companii comerciale; în același timp Drumul Mătăsii își pierde din importanță.

### Cauze social-politice
Statele europene s-au centralizat, punând la ordine tribunalele, ceea ce i-au deranjat pe nobili ce nu-și doreau sa fie investigați, astfel, pentru că nu se puteau manifesta, s-au dus în căutarea unor noi zone. Concurența și rivalitatea dintre state au intensificat expedițiile.

### Cauze culturale
Misionarismul creștin era activ în lumea spaniolă, având o vocație universală.
Era răspândit și mitul „Țării Sfântului Ioan”, ce susținea că dincolo de lumea musulmană exista o anumită țară creștină care putea deveni un aliat împotriva musulmanilor.

## Portugalia
Epoca marilor descoperiri geografice a fost deschisă de portughezi care au început explorarea coastei de vest a Africii. Henric Navigatorul a îmbinat organizarea expedițiilor de explorare a coastei de vest a Africii cu acțiunea de exploatare economică a ținuturilor descoperite. Împinși de dorința de a realiza câștiguri tot mai mari din comerțul cu aur, fildeș, sclavi negri, portughezii au explorat treptat coaste de vest a Africii, atingând Capul Bojador, Capul Branco, gurile fluviului Senegal și Capul Verde, insulele Capului Verde, țărmurile golfului Guineei, gurile fluviului Zair sau Congo și ajungând în 1485 până la 22 grade latitudine sudică. Denumirile date de portughezi unor ținuturi de pe țărmurile de vest ale Africii - Coasta Fildeșului, Coasta Aurului, Coasta Sclavilor - oglindeau grăitor natura comerțului practicat de ei pe meleagurile africane. În 1488, Bartolomeu Diaz a ajuns la extremitatea sudică a continentului, numită inițial Capul Furtunilor, iar apoi Capul Bunei Speranțe. Portughezul Pero da Covilhao a făcut o călătorie pe ruta Marea Mediterană-Marea Roșie-Africa răsăriteană-Etiopia, care a contribuit la o mai bună cunoaștere de către portughezi a posibilităților de a ajunge de pe țărmurile sudice și estice ale Africii, pe cale maritimă, în India. Prin realizările și cunoștințele acumulate, cele două călătorii au adus o prețioasă contribuție la pregătirea expediției lui Vasco da Gama. Expediția condusă de Vasco da Gama a pornit din Portugalia în iulie 1497, cele patru corăbii ale sale navigând de-a lungul coastei vestice a Africii până la Capul Bunei Speranțe, apoi de-a lungul coastei estice a continentului, prin strâmtoarea Mozambic și Oceanul Indian, până ce coasta de vest a Indiei, în portul Calcutta, unde au ajuns în mai 1498. Portughezii au revenit pe aceeași cale, în Portugalia în august 1499. Expediția condusă de Vasco da Gama a avut ca rezultat realizarea principalului obiectiv urmărit de europeni în expedițiile lor-găsirea căii maritime directe din Occident spre India. Deoarece eforturile portughezilor de a descoperi o cale maritimă spre India au fost îndreptate spre sud și est, de-a lungul litoralului african, preocupările lor de a găsi o cale maritimă spre India navigând spre vest au fost sporadice. Pornită în 1487, expediția flamandului Ferdinand van Olmen-Fernao Dulmo, s-a îndreptat prea mult spre nord-vest și a naufragiat în plin ocean sau în zona Terra Nova, astfel încât expediția să nu a avut urmări.

### Imperiul colonial portughez
Explorarea țărmurilor Africii și descoperirea căii maritime spre India au deschis Portugaliei vaste perspective maritime, comerciale și coloniale. După ce și-au impus supremația navală și militară și dominația comercială pe țărmul de apus al Indiei, portughezii sub conducerea viceregelui Indiilor, Afonso de Alberquerque, au organizat expediții de explorare și cucerire în Orient, în peninsula Malacca și în Indonezia. Au cucerit portul Malacca, principalul centru de tranzit și antrepozit al comerțului cu mirodenii din Asia de S-E și insulele mirodeniilor-arhipeleagul Molice. Pentru a-și asigura controlul în Marea Roșie și în Golful Persic, portughezii au ocupat insula Socotra și porturile Aden, Ormuz și Maskat. Imperiul Portughez era format din baze maritime și de aprovizionare, din forturi și factorii comerciale, semănate de-a lungul Africii apusene-Azore, Madeira, insulele Capului Verde, coasta Guineii și Angolei, și răsăritene (Natal, Mosambic, Mombasa), la intrarea în Marea Roșie (Aden, insula Socotra), și în Golful Persic (Ormuz, Maskat), pe coasta apuseană a Indiei (Diu, Goa, Calcutta), în peninsula Malacca, Indonezia-Moluce. 
Încă din 1500 portughezii au început să exploreze și să colonizeze America, pe coasta Braziliei. Zonele de dominație maritimă și colonială și relațiile comerciale ale Portugaliei se întindeau de pe țărmurile Braziliei și de pe coastele vestice și estice ale Africii până pe țărmurile Peninsulei Arabe, ale Indiei, peninsulei Malacca, Indoneziei, Chinei și Japoniei. Menit să asigure dominația maritimă și comercială a Portugaliei în regiuni întinse din Africa și Asia în condițiile unor resurse demografice, economice, navale și militare limitate, imperiul maritim și comercial portughez era format din insule și din zone înguste de coasta care gravitau economic în jurul unor factori și militar în jurul unor forturi. Populația portugheză deplasată în colonii era redusă că număr și alcătuită din marinari, soldați, negustori, slujbași, personal de întreținere și mai puțin din coloniști. Imperiul Portughez depindea direct de Coroană, care își exercită un riguros monopol și control asupra explorărilor maritime, a cuceririlor și organizării coloniale și a activității comerciale, prin mijlocirea unor organe subordonate statului. Organul central suprem era Casă da India, o întreprindere maritimă, colonială, comercială și bancară de stat, cu sediul la Lisabona, care procura fondurile necesare activității maritime și comerciale, organiza escadrele de război și de comerț, recruta marinari și trupe, numea funcționari, acordă licențe de comerț colonial, distribuia mărfurile de export și import, stabilea prețurile de desfacere, calcula beneficiile depunătorilor. Conducerea coloniilor era exercitată de un vicerege al Indiilor, începând cu 1504 și de guvernatori pentru posesiunile din Africa, India, Malaezia, Indonezia, Brazilia, ajutați de inspectori, comandanți de forturi, directori de factorii, feluriți funcționari judiciari, administrativi, valami.

## Explorările spaniole - descoperirea Americii
Spaniolii, cărora calea spre India prin Oceanul Atlantic, în direcția sudică și estică, le era închisă de portughezi, și-au îndreptat eforturile în direcția vestică. Principalul inițiator al proiectului de a ajunge din Peninsula Iberică spre Asia traversând Oceanul Atlantic în direcția vestică: Cristofor Columb. Columb estima distanță în linie directă de la est spre vest, între Peninsula Iberică și țărmul răsăritean al Asiei la aproximativ o treime din distanță reală. El nu bănuia existența altui continent, America, situat între Oceanul Atlantic și Oceanul Pacific. Proiectul sau a fost aprobat în 1492 de regii Spaniei, Ferdinand de Aragon și Isabella de Castilia, deoarece reprezenta pentru Spania, care evita să încalce zona de explorări spre sud și est a Portugaliei, singura soluție de a descoperi calea maritimă spre vest către Asia. Plecată din Spania din august 1492, expediția condusă de Columb, după ce a străbătut Atlanticul, a ajuns pe 12 octombrie 1492 într-o insula de băștinași-Guanahani, numită de spanioli San Salvador, probabil insula Watling din arhipelagul Bahamas. Ulterior, Columb a descoperit mai multe insule: Cuba, Juana și Haiti, numită de ei Espanola. Convins că a debarcat pe țărmurile răsăritene ale Asiei, Columb, s-a întors în 1493. Pentru a cerceta ținuturile descoperite, considerate de Columb că fiind țărmurile răsăritene ale Asiei, Columb a efectuat trei expediții (1493-1496, 1498-1500, 1502-1504), în cursul cărora a explorat arhipelagurile Antilelor Mici și Antilelor Mari, insula Jamaica, și coasta estică al Americii Centrale și țărmul nordic al Americii de Sud. Descoperirea a avut o uriașă însemnătate, ale cărei proporții pot fi evaluate numai în funcție de multiplele ei consecințe, atât pentru Europa și Spania, cât și pentru America. Prima expediție a lui Columb a dus la încordarea raporturilor între Spania și Portugalia, care căutau, în direcții geografice opuse, calea maritimă spre India. După aprige dispute între Spania și Portugalia, s-a încheiat tratatul de la Tordesillas din 1494, prin care cele două țări își împărțeau zonele de explorare geografică și de dominație maritimă, comercială și colonială în lume. Zona portugheză și cea spaniolă erau delimitate de o linie care trecea la 370 de leghe vest de insulele Capului Verde, zona portugheză întinzându-se la est de această linie, iar cea spaniolă la vest. La antipozi, linia de demarcație, stabilită prin convenția încheiată între Spania și Portugalia la Zaragoza (1529), traversa Indonezia - insulele mirodeniilor. Celelalte state europene nu au recunoscut împărțirea lumii între Spania și Portugalia, revendincând, pe măsură dezvoltării lor, participarea liberă la expansiunea maritimă, comercială și colonială.

### Expediția lui Magellan în jurul lumii
După ce și-au dat seama că au descoperit ținuturi noi, spaniolii au căutat o cale prin care să ajungă la insulele mirodeniilor spre vest , iar meritul găsirii ei a revenit navigatorului portughez stabilit în Spania, Fernao da Magalhaes, cunoscut ca Magellan. Escadră comandată de Magellan, pornită din Spania în septembrie 1519, după ce a străbătut Atlanticul și a explorat țărmul răsăritean al Americii de Sud, a descoperit strâmtoarea din sudul continentului denumită strâmtoarea lui Magellan (noiembrie 1520). După străbaterea Oceanului Pacific, numit astfel din cauza lipsei de furtuni -decembrie 1520-februarie 1521-, escadra a ajuns în arhipeleagul Filipine, unde cu prilejul unei ciocniri cu localnicii, Magellan a fost ucis în aprilie 1521. Sub conducerea lui Sebastian El Cano, singura caravelă rămasă, Victoria, după ce a străbătut arhipelagurile Indoneziei, Oceanul Indian și, ocolind Capul Bunei Speranțe, oceanul Atlantic, a revenit în Spania în septembrie 1522. Expediția ocolise pământul, străbătând 85 700 km în 1084 de zile, iar din 5 caravele cu circa 250 de oameni, se întorsese numai una, cu 18 oameni. Se săvârșise « fapta cea mai minunată și cea mai mare realizare ce s-a întâmplat vreodată ». 
Descoperirea căii maritime din Spania spre vest către Insulele mirodeniilor nu a avut consecințe practice, deoarece această cale era mai lungă decât calea portugheză spre India. Spania a început cucerirea Mexicului, a Americii Centrale și a Americii de Sud, cu imense bogații și resurse. Spania nu mai era astfel interesată de comerțul cu Insulele Mirodeniilor. Expediția lui Magellan a avut o deosebită însemnătate pentru progresul geografiei, dovedind sfericitatea pământului și posibilitatea circumnavigației sale și contribuind la o mai bună cunoaștere a globului pământesc în ansamblul său.

### Imperiul colonial spaniol
Între sec. XV-XVI, navigatorii spanioli au organizat noi expediții de explorare a arhipeleagurilor din Marea Caraibelor, a coastelor răsăritene ale Americii Centrale și Golfului Mexic și a țărmurilor nordice ale Americii de Sud, creându-se condiții favorabile pentru cucerirea regiunilor în care înfloreau civilizațiile mayașilor(America Centrală), aztecilor(Mexic) și incașilor(Peru). 
Cucerirea imperiului aztec și a capitalei sale Tenochititlan a fost realizată de către spanioli conduși de Hernand Cortez în decurs de doi ani (1519-1521). Deși avea la dispoziție forțe militare reduse, Cortez a profitat de superioritatea să față de azteci în mijloacele de lupta: arme albe de oțel, cuirase, coifuri, cavalerie, arme de foc-și faptul că unele triburi supuse de azteci, totonacii și tlaxcalanii erau nemulțumiți de dominația acestora. Împăratul aztecilor, Montezuma a căutat să obțină retragerea spaniolă prin tratative, care nu au dus la nici un rezultat, fiind ucis de populație. 
Cucerirea de către spanioli a nord-vestului Americii de Sud-țară Biru, căreia spaniolii i-au spus Peru, a fost ușurată de luptele dinastice dintre Huascar și Atahualpa, fii marelui Încă Huayma Capac, care a durat până în 1532, terminându-se cu victoria lui Atahulpa. Profitând de superioritatea lor militară și fiind sprijiniți de partizanii lui Huascar, spaniolii conduși de Francisco Pizarro și Diego Almagro, au cucerit Peru în 1532-1533. Spaniolii și-au extins stăpânirea în Chile și Argentina, astfel până în sec. XVI, spaniolii au cucerit arhipelagurile din Marea Caraibilor, America Centrală, Mexicul, Florida, regiunile din nordul, vestul și sud-vestul Americii de Sud, punând bazele uriașului imperiu colonial spaniol din Lumea Nouă. În componentă imperiului au intrat că urmare a expediție lui Magellan și insulele Filipine. Descoperirea și cucerirea de către spanioli a unor întinse teritorii au fost urmate de un proces intens de colonizare. Au participat elemente dornice de îmbogățire, provenite din paturi sociale felurite, rolul conducător avându-l micii nobili săraci. Colonizarea a avut ca scop primordial exploatarea bogățiilor noilor colonii, metalelor prețioase, populația amerindiană a fost deposedată prin formă de pământurile ei, redusă la servitute și supusă unui șir de obligații față de coloniști, stat și biserică. Spaniolii le-au impus amerindienilor creștinarea în rit catolic, au suprapus structurile sociale și organizării populației amerindiene structuri și instituții feudale, care au creat feudalismul distinctiv hispano-american, caracterizat printr-o servitute apăsătoare și opresiune impuse populației localnice.
Pământurile erau considerate proprietate a Coroanei, fiind deținute de noii stăpânitori sub formă de concesiune funciară-ecomienda, al cărei senior-ecomendero, avea dreptul de a impune pe amerindieni de pe domeniu-encomendado la redevențe în produse și prestații în muncă și de a-și exercită asupra lor autoritatea judiciară și administrativă. Pentru asigurarea mâinii de lucru, populația localnică era obligată , pe baza unui sistem de repartizare-repartimiento, să presteze munci istovitoare pe domenii, în mine, la transporturi. Imensele teritorii descoperite și intrate sub stăpânirea Spaniei și care depindeau direct de Coroana, erau conduse de organe centrale, care rezidau în metropolă și de organe locale care funcționau în colonii. Organul central suprem era Consiliul Indiilor, creat în 1511 și reorganizat în 1524, în a cărui competență intrau principalele probleme ale organizării și conducerii posesiunilor spaniole din Americi. De Consiliul Indiilor depindea un organ specializat-Casă de Contratacion, cu sediul la Sevilla, în a cărui cimpetenta intrau organizarea și supravegherea legăturilor maritime și comerciale dintre Spania și posesiunile sale transoceanice. Coloniile erau împărțite în două viceregate, unul cuprinzând posesiunile din Mexic și America Centrală, altul pe cele din America de Sud, conduse de viceregi, numiți de suverani. 
Luptele și represiunile din epoca cuceririi, destrămarea violență a structurilor sociale și a felului de viață tradițional, aservirea și muncă forțată în mine, abuzurile administrației spaniole, epidemiile provocate de bolile aduse din Europa au provocat un rapid regres demografic al populației amerindiene. El a trezit unele reacții ale coloniștilor și ale autorităților din Spania, îngrijorate de scăderea potențialului uman din coloniile spaniole, un important rol revenind călugărului domician Bartolomeu Las Casas, autorul lucrării „Brevissima relacion de la destruccion de las Indis” care a denunțat ororile comise de spanioli împotriva amerindienilor. În urmă acesto proteste, Carol Quintul a emis „Legi Noi” , prin care interzicea transformarea amerindienilor în sclavi și îngrădea sistemul encomiendelor, dar efectul lor a fost redus, deoarece aplicarea era paralizată de opoziția coloniștilor și de abuzurile și corupția autorităților coloniale. Interzicerea sclavajului amerindian a stimulat în schimb comerțul cu sclavi negri, al căror număr a crescut considerabil, mai ales în America Centrală.

## Explorările englezilor, francezilor și olandezilor în regiunile nordice
Regiunile centrale și sudice ale Atlanticului erau dominate de portughezi și spanioli. Francezii, englezii și olandezii au încercat să găsească căi maritime spre Asia , India și Insulele Mirodeniilor, fie spre nord-vest, ocolind America de Nord, fie spre nord-est, ocolind Asia.Calea maritimă de nord-vest a fost căutată de englezi și de francezi. John Cabot a explorat în 1497 și în 1498 țărmurile nord-estice ale Americii de Nord: Nouă Scoție, Terra Nova-Newfoundland, Labrador, iar Martin Frobisher în 1576-1578, John Davis în 1585-1587, Henry Hudson în 1610 și William Baffin în 1615-1616 au explorat regiunea cuprinsă între coastele vestice ale Groenlandei, insula Baffin și golful Hudson. Francezul Jacques Cartier a explorat între 1534-1542 țărmurile golfului Sf. Laurențiu. Explorările englezilor și francezilor pe țărmurile nord-estice ale Americii de Nord, fiind efectuate la latitudini prea nordice, în care navigația era stânjenită sau blocată de ghețuri, nu au putut duce la găsirea căii maritime spre India prin nord-vest. În schimb, datorită bogăției în pește și în animale cu blană și a posibilităților de negoț cu populația localnică, au luat naștere, începând din sec. XVII primele colonii engleze și franceze de pe țărmurile estice ale Americii de Nord. Calea maritimă spre nord-est a fost căutată de englezi și de olandezi. Expediția condusă de Hugues Willoughby și Richard Chancellor din 1553-1554 a pătruns în Marea Albă, iar de aici au ajuns pe uscat până la Moscova, punând bazele relațiilor comerciale maritime anglo-ruse. Expeditile olandeze conduse de Willem Barents au ajuns numai până în zona maritimă cuprinsă între insulele Spitzebergen și Novaia Zemlia, nedepășind la răsărit Marea Kara, din cauza ghețurilor, astfel, englezii și olandezii au abandonat această ruta neprielnică pentru condițiile de navigație de atunci.

### Imperiul colonial olandez
În condițiile războiului dintre Provinciile Unite și Spania și ale intrării Portugaliei în uniune dinastică cu Spania, olandezii au trecut la cucerirea treptată a imperiului colonial portughez din Asia de sud-est, realizată prin mijloacele maritime și militare ale Companiei Indiilor Orientale. Olandezii au ocupat insulele Muaritius, la est de Madagascar și au fondat o baza de aprovizionare la Capul Bunei Speranțe în 1602. Au cucerit coloniile portugheze din Indonezia, ocupând Molucele (1602), Java (1610), Sumatra , Borneo, Celebes, sudul peninsulei Malacca (1641), care le asigura controlul traficului comercial în Asia de S-E. Au stabilit relații comerciale cu India, China și Japonia. Ca și cel portughez, imperiul olandez era format din zone de coasta, având drept centre comerciale, administrative și militare orașe-porturi, factorii fortificate și forturi, locuite de agenți comerciali, slujbași, soldați și marinari ai companiilor comerciale. Expansiunea maritimă și colonială a Olandei în Asia de S-E a fost însoțită de descoperiri geografice. Astfel, în prima jumătate a sec. XVII, olandezii au explorat țărmurile Australiei, pe care au numit-o Nouă Olanda, și au descoperit insulele Tasmania și Nouă Zeelandă.

## Explorările rușilor - cucerirea Siberiei
Unificarea și centralizarea statului rus și cucerirea hanatelor tătare de Kazan și Astrahan (1552-1556) au creat condiții favorabile pentru explorarea și stăpânirea de către ruși a imenselor teritorii estice de munții Ural. Explorarea și cucerirea Siberiei au fost realizate de vânători de animale cu blană scumpă, negustori, cazaci, sprijiniți de stat, interesat de stăpânirea ținuturilor cu resurse economice mari. În sec XVI, negustorii ruși din familia de negustori Stroganov, din orașul Solvacedogsk, de pe Dvina de nord, care întreținea relații de negoț cu populațiile de dincolo de Munții Ural, au primit de la țarul Ivan IV privilegii succesive de a explora, exploata și coloniza teritoriul dintre bazinele fluviale Volga și Irtas din Siberia apuseană. Stroganovii au angajat cazaci de pe Don și de pe Volga, conduși de hatmanul Ermak Timofeevici, iar în cursul expediției din 1581-1585, detașamentul său întărit cu ostași ruși trimiși de țar, a pătruns în Siberia apuseană. Stăpânirea Siberiei s-a realizat pe etape, în ritm rapid în ciuda întinderii uriașe. 
Până la sfârșitul sec. XVI rușii au ajuns până la fluviile Irtas și Obi, la începutul sec. XVII în regiunea Mangazeia, bogată în animale cu blană scumpă, atingând cursul fluviului Enisei, și au străbătut regiunea dintre Enisei și Lena, iar până la mijlocul secolului au ajuns pe țărmurile Mării Ohotsk și ale Oceanului Pacific. Navigatorii ruși au explorat o parte din litoralul siberian al Oceanului Înghețat de Nord. 
În 1648 Simion Dejnev și Fedot Alexxev Popov, porniți de pe litoralul nord-estic al Siberiei, de la vărsarea fluviului Kolama în ocean, au înaintat cu corăbiile de-a lungul țărmului Oceanului Înghețat de Nord spre răsărit, au trecut prin strâmtoarea care desparte Asia de America, numită Strâmtoarea Bering, și au ajuns pe țărmul siberian al Oceanului Pacific, până în apropiere de coastele peninsulei Kamciatka. Ca și conchistadorii spanioli, rușii au profitat de superioritatea lor militară și au pus bazele unui imens imperiu colonial în Siberia.

## Urmările marilor descoperiri geografice
Marile descoperiri geografice au avut urmări complexe, în domeniile economico-social, demografic, politic și științific. Descoperirea căii maritime spre India și America și formarea imperiilor coloniale portughez, spaniol și olandez au avut că urmare lărgirea considerabilă a comerțului internațional, europenii extinzându-și relațiile comerciale directe pe țărmurile apusene și răsăritene ale Africii, în Asia de S-E și în America și impunându-și supremația maritimă și comercială în aceste zone. 
Stăpâni pe insulele mirodeniilor, portughezii au preluat o mare parte a negoțului cu condimente, care erau transportate pe calea maritimă directă Indonezia-Oceanul Atlantic-Portugalia. Procurate cu prețuri scăzute în insulele mirodeniilor și scutite de lanțul de vămi și intermediari de pe vechile căi, condimentele puteau fi vândute de portughezi la Lisabona cu prețuri mai mici decât ale celor aduse prin Orientul Apropiat și Marea Mediterana, dar cu un câștig mai mare. Dominația maritimă și comercială portugheză a fost însă relativă deoarece portughezii nu au putut nici suprima comerțul cu produse orientale pe drumul Asia sud-estică-India-Iran-Orientul apropiat-Marea Mediterana și nici controla eficient traficul maritim din Oceanul Indian și din Oceanul Atlantic. 
Paralel cu nouă cale maritimă directă deschisă de portughezi, au continuat să funcționeze numai parțial stânjenite, drumurile terestre și căile maritime anterioare.Descoperirea Lumii Noi și întemeierea imperiului colonial spaniol și portughez din America au pus în același timp bazele comerțului transoceanic dintre Peninsula Iberică și Lumea Nouă. În afară de Portugalia și Spania, la comerțul cu Africa, cu Asia de S-E și cu America au început să ia parte și alte țări, precum Franța, Anglia și Olanda. Asigurând comerțul transoceanic al Europei cu Africa, Asia și America, Oceanul Atlantic a ajuns axa comercială a lumii, iar țările situate pe țărmurile europene, inclusiv pe litoralul Marii Nordului-Portugalia, Spania, Anglia, Olanda, Franța-au devenit principale puteri comerciale și maritime ale lumii. 
În sec. XVI-XVII comerțul din Marea Mediterana și din Marea Baltică a continuat să fie activ sau chiar să se lărgească că urmare a intensificării , alături de negustorii vechilor puteri maritime a negustorilor englezi și olandezi, activitatea năvală și comercială atlantică ajungând să dețină o pondere crescândă în comerțul mondial, astfel încât a avut loc nu atât un declin al comerțului mondial, astfel încât comerțul mediteranean și cel baltic fiind depășite de cel Atlantic și cel din Marea Nordului. Spre sec. XVII deplasamentul anual al corăbiilor comerciale care navigau în Atlantic și în Marea Nordului era de 600.000-700.000 de tone, iar al acelora care navigau în Marea Mediterana de 300.000-350.000 de tone. 
Descoperirea și colonizarea de către spanioli și portughezi a Americii au fost urmate și de aclimatizarea reciprocă a unor plante și animale. 
Din Europa au fost introduse în America plante, că grâul, secara, meiul, orezul, vița de vie, măslinul, pomi fructiferi, trestia de zahăr, animale ca boul, bivolul, calul, măgarul, oaia, porcul, păsări de curte. Din America au fost aduse în Europa plante că porumbul, cartoful, roșiile, ananasul, tutunul, și păsări precum curcanul. Prădarea tezaurelor adunate de generații de amerindieni și exploatarea intensă a minelor de aur și de argint, precum cele din Potosi-Peru sau de la Zacatecas-Mexic, au dus la un uriaș aflux de metale prețioase din America în Europa, care au avut consecințe economice și sociale semnificative. 
Bogăția zăcămintelor de metale prețioase americane, introducerea unor tehnici miniere mai avansate din Europa și ieftinătatea forței de muncă, în marea ei majoritate formată din populație localnică supusă la muncă forțată, au dus la scăderea valorii aurului și argintului, și la o creștere a prețurilor produselor, cunoscută în istorie că revoluția prețurilor. De la începutul la sfârșitul sec XVI, prețurile au crescut în Andaluzia de 5 ori, în Castilia și Aragon de 3,1/2 ori, în Anglia de 5 ori, în Franța, prețurile din primul sfert al sec. XVII erau de 3 ori mai mari decât cele de la începutul sec. XVI. Deoarece creșterea salariilor sau a censurilor seniorale a avut loc într-un ritm mai lent decât creșterea costului vieții, revoluția prețurilor i-a favorizat pe producătorii mari de mărfuri, proprietari de domenii, de ferme, de manufacturi-pe negustori, pe bancheri și cămătari și a prejudiciat pe micii producători, care aveau puține prisoase de vândut, pe salariați și pe nobili care primeau censuri stabilite și a stimulat formarea relațiilor capitaliste. 
Prin impulsul producției meșteșugărești și manufacturiere, comerțului transoceanic, activității bancare, expansiunii maritime și coloniale, marile descoperiri geografice au creat condiții favorabile dezvoltării capitalismului în Europa apuseană. 
Marile descoperiri geografice au fost urmate de o lupta tot mai intensă între statele europene apusene pentru supremație maritimă și comercială și pentru colonii. Expedițiile maritime ale portughezilor și spaniolilor au fost urmate de izbucnirea conflictului dintre Portugalia și Spania, care au încheiat, în vederea delimitării sferelor lor de expansiune maritimă, colonială și comercială, convențiile de la Tordesillas din 1494 și Zaragoza din 1529. Pretențiile Portugaliei și Spaniei de a-și rezerva monopolul expansiunii maritime, coloniale și comerciale au generat însă opoziția crescută a Angliei și Olandei care au început pe măsură dezvoltării economice și navale o lupta pentru dominație maritimă împotriva imperiilor iberice. Lupta s-a intensificat în sec. XVI, ducând la războiul hispano-englez, care a culminat cu înfrângerea Invincibilei Armada de către englezi în 1588 și la războiul Olandei împotriva Spaniei și Portugaliei, care a dus în sec. XVII la ocuparea de către olandezi a coloniilor imperiului colonial portughez din Asia de S-E. 
Multe populații din Africa, Asia de S-E și America au fost subjugate și luate în sclavie precum negoțul cu sclavi negri sau eradicarea triburilor amerindiene și distrugerea civilizațiilor precolumbiene. S-au format popoare latino-americane de limba spaniolă și portugheză în urmă amestecului. 
Marile descoperiri au contribuit la progresul cunoștințelor geografice. 
La un deceniu de la descoperirea Americii de către Columb, Amerigo Vespucci și-a dat seama că pământurile descoperite de spanioli nu fac parte din continentul asiatic, ci reprezintă Lumea Nouă, iar noul continent i-a primit numele navigatorului florentin pe nedrept. Expedițiile lui Magellan și ale lui Sebastian Cano au dovedit sfericitatea planetei și circumnavigabilitatea. Au fost descoperite noi țări și popoare, au fost acumulate cunoștințe în botanică, zoologie, medicină, istorie, lingvistică, religie, obiceiuri etc. Coloniile iberice din America au propagat catolicismul. Prin realizarea multiplelor contacte, s-au creat premisele trecerii de la evoluția separată a Lumii Vechi și a Lumii Noi la evoluția unitară a umanității.

## Vezi și
- Schimbul columbian
- Explorarea Africii de către europeni